# Porto do Guindaste
O Porto do Guindaste é uma instalação portuária portuguesa, localizada no lugar de Mirateca, freguesia da Candelária, no concelho da Madalena do Pico, ilha do Pico, arquipélago dos Açores.
Esta instalação portuária é principalmente usada para fins piscatórios e de recreio.